# The Patriot : Le Chemin de la liberté
 (octobre 2022).
Si vous disposez d'ouvrages ou d'articles de référence ou si vous connaissez des sites web de qualité traitant du thème abordé ici, merci de compléter l'article en donnant les références utiles à sa vérifiabilité et en les liant à la section « Notes et références ».
Pour les articles homonymes, voir The Patriot et Le Chemin de la liberté.
Pour plus de détails, voir Fiche technique et Distribution.
The Patriot : Le Chemin de la liberté ou Le Patriote au Québec (The Patriot) est un film historique germano-américain réalisé par Roland Emmerich et sorti en 2000.
Dans ce film sont reconstitués, avec quelques libertés historiques, certains épisodes de la guerre d'indépendance des États-Unis opposant les Treize Colonies au royaume de Grande-Bretagne, notamment la victoire des révolutionnaires américains lors de la bataille de Cowpens du 17 janvier 1781. Le personnage principal, Benjamin Martin (incarné par Mel Gibson), s'inspire du vécu des révolutionnaires Andrew Pickens, Thomas Sumter et Francis Marion dit « Le Renard des marais ». Le colonel William Tavington (Jason Isaacs) est quant à lui basé sur le commandant Banastre Tarleton de la British Legion.

## Synopsis
Au cours de la guerre d'indépendance américaine de 1776, le capitaine Benjamin Martin, un vétéran de la guerre de la Conquête, veuf et père de sept enfants, est appelé à Charleston pour voter à l'Assemblée générale de Caroline du Sud sur une taxe de soutien à l'Armée continentale. Craignant la guerre contre la Grande-Bretagne, Benjamin s'abstient. Le vote est néanmoins adopté et, contre la volonté de son père, le fils aîné de Benjamin, Gabriel, rejoint l'armée continentale.
Deux ans plus tard, Charleston tombe aux mains des Britanniques et Gabriel, blessé, rentre chez lui avec des dépêches. Les Martin s'occupent des blessés britanniques et américains d'une bataille à proximité, avant qu'un détachement de la cavalerie britannique (The British Dragoons), dirigé par le colonel William Tavington, n'arrive et capture Gabriel avec l'intention de le pendre en tant qu'espion. Les hommes et les femmes libres afro-américains travaillant sur les terres de Benjamin sont également capturés. Lorsque le deuxième fils de Benjamin, Thomas, tente de libérer Gabriel, il est abattu par le colonel Tavington, qui ordonne ensuite que la maison des Martin soit brûlée et que les Américains blessés soient exécutés.  
Après le départ des Britanniques, Benjamin donne des fusils à ses deux autres grands fils, et ils tendent une embuscade à l'unité britannique qui escorte le captif Gabriel. Benjamin tue habilement au fusil cinq soldats et officiers puis supprime sept soldats, brutalement, avec son tomahawk. Un survivant britannique raconte l'attaque au colonel Tavington, ce qui vaut à Benjamin le surnom de « Fantôme ». 
Gabriel décide de rejoindre les Continentaux et Benjamin le suit bientôt, laissant les plus jeunes enfants à la garde de sa belle-sœur, Charlotte. En route vers le camp de l'Armée Continentale, ils voient ladite armée s'engager dans une bataille contre l'Armée Britannique sous les ordres du Général Horatio Gates. Ayant déjà servi dans l'armée britannique, Benjamin, redoute l'engagement des combats ; il est sûr que les Continentaux seront mis en déroute de manière décisive.
Benjamin rencontre le colonel Harry Burwell, son ancien commandant, qui lui donne le grade de colonel de la milice coloniale locale en raison de son expérience du combat. Il place également Gabriel sous le commandement de Benjamin, qu'il charge de maintenir les régiments de Lord Cornwallis bloqués au sud par la guérilla. Le major français Jean Villeneuve, du 7e régiment de l'Infanterie française, aide à former la milice et promet plus d'aide des français.
Gabriel demande pourquoi le major Villeneuve et d'autres mentionnent souvent le rôle de Benjamin dans ce qu'on appelle « Fort Wilderness ». Benjamin, qui a jusqu'alors hésité à répondre à la question, finit par l'expliquer à son fils. Il lui raconte avoir combattu dans l'armée britannique au cours d'une précédente guerre et avoir découvert, avec plusieurs autres soldats, une atrocité commise par les soldats français dans un fort que lui et ses camarades avaient essayé de renforcer. Dans une rage teutonique, Benjamin et ses camarades ont rattrapé les français au Fort Wilderness, où lui et son unité ont lentement et littéralement coupé les soldats français en défense. Il révèle que depuis lors il est hanté par la culpabilité.
La milice de Benjamin harcèle les lignes de ravitaillement britanniques, allant même jusqu'à subtiliser certains des effets personnels du général Cornwallis et de ses deux grands Danois, brûlant aussi la moitié des ponts et des ferries menant à Charleston. Le général reproche au colonel Tavington d'avoir provoqué cette réaction avec ses tactiques brutales. Cependant, irrité par l'absence de progrès et offensé par le stratagème astucieux de Benjamin pour libérer une partie de la milice capturée, Lord Cornwalis permet à contrecœur à Tavington d'arrêter Benjamin par tous les moyens nécessaires.
Avec l'aide réticente du capitaine loyaliste Wilkins, le colonel Tavington apprend l'identité de certains membres de la milice. Il lance alors une attaque contre leurs familles et fait brûler leurs maisons. La famille de Benjamin fuit la plantation incendiée de Charlotte, pour aller vivre dans un campement de Gullah avec d'anciens esclaves noirs. C'est là que Gabriel épouse sa fiancée, Anne. La brigade de Tavington se rend dans la ville qui fournit la milice. Il rassemble tous les habitants dans l'église, y compris Anne, promettant la liberté en échange de la localisation des rebelles. Une fois leur emplacement donné, il fait barricader les portes et ordonne que l'église soit brûlée pour que tous meurent à l'intérieur. Lorsqu'ils découvrent la tragédie, Gabriel et plusieurs camarades se précipitent pour attaquer le campement de Tavington. S'ensuit une bataille dans laquelle Gabriel tire sur Tavington, lequel feint la mort puis blesse grièvement Gabriel avant de s'enfuir. Benjamin arrive juste après, mais Gabriel meurt dans ses bras.
En deuil, Benjamin hésite à poursuivre le combat, mais il est résolu lorsqu'on lui rappelle le dévouement de son fils à la cause en trouvant dans ses affaires un drapeau américain qu'il a réparé. Les miliciens de Benjamin Martin, épaulés par un détachement de l'Armée continentale plus important, affrontent le régiment du général Cornwallis dans une offensive décisive : la bataille de Cowpens. Les Britanniques semblent avoir le dessus jusqu'à ce que Benjamin rallie les troupes en avant, contre leurs lignes, et que William Tavington se précipite pour l'attaquer. Les deux hommes se battent et Tavington prend l'avantage, infligeant plusieurs blessures à Benjamin qui s'écroule à genoux. À la dernière seconde, alors que son adversaire se prépare à lui donner le coup de grâce, Benjamin esquive l'attaque et le poignarde à mort, vengeant ainsi ses fils défunts. La bataille est une victoire pour l'armée Continentale, et le général Cornwallis sonne la retraite.
Après de nombreuses retraites, le général Cornwallis est assiégé à Yorktown, en Virginie, où il se rend à l'armée Continentale et à la force navale française tant attendue. À la fin du conflit, Benjamin revient avec sa famille, Charlotte portant leur nouveau bébé, et découvre les soldats de sa milice en train de reconstruire sa maison sur la route menant à la ville ravagée.

## Fiche technique
- Titre original : The Patriot
- Titre français : The Patriot : Le Chemin de la liberté
- Titre québécois : Le Patriote
- Réalisation : Roland Emmerich
- Scénario : Robert Rodat
- Musique : John Williams
- Photographie : Caleb Deschanel, A.S.C.
- Montage : David Brenner, Christopher Holmes et Julie Monroe
- Casting : April Webster et David Bloch
- Concepteurs des décors : Kirk M. Petruccelli
- Directeur artistique : Barry Chusid
- Décors : Victor J. Zolto
- Costumes : Deborah Lynn Scott
- Producteurs : Dean Devlin, Mark Gordon et Gary Levinsohn
- Producteur associé : Dionne McNeff
- Producteurs exécutifs : Roland Emmerich, Ute Emmerich et William Fay
- Coproducteur : Peter Winther
- Sociétés de production : Centropolis Entertainment, Columbia Pictures, Mutual Film Company, Global Entertainment Productions GmbH & Company Medien KG
- Société de distribution : Sony Pictures Entertainment
- Budget : 110 000 000 $[1]
- Pays de production :  Allemagne,  États-Unis
- Langue originale : anglais
- Format : 2,35:1 - couleur (DeLuxe) - 35 mm (Eastman EXR 100T 5248, Kodak Vision 200T 5274)
  - Son : Dolby Digital - DTS - SDDS
- Genres : action, drame, historique et guerre
- Durée : 165 minutes, 175 minutes (version longue dite extended cut, 2006)
- Dates de sortie :
  - États-Unis : 28 juin 2000
  - France : 12 juillet 2000

## Distribution
- Mel Gibson (VF : Jacques Frantz) : le capitaine / colonel Benjamin Martin
- Heath Ledger (VF : Arnaud Arbessier) : le caporal Gabriel Edouard Martin
- Joely Richardson (VF : Isabelle Gardien) : Charlotte Shelton
- Jason Isaacs (VF : Bernard Gabay) : le colonel William Tavington
- Chris Cooper (VF : Bernard Alane) : le colonel / général Harry Burwell
- Tchéky Karyo (VF : lui-même) : le major Jean Villeneuve
- René Auberjonois (VF : Yves Beneyton) : le révérend Oliver
- Lisa Brenner (VF : Odile Cohen) : Anne Patricia Howard
- Tom Wilkinson (VF : Michel Le Royer) : le général Charles Cornwallis
- Donal Logue (VF : Patrick Mancini) : Dan Scott
- Leon Rippy (VF : Luc Florian) : John Billings
- Adam Baldwin (VF : Franck Capillery) : le capitaine Wilkins
- Jay Arlen Jones (VF : François Siener) : Occam
- Joey D. Vieira (VF : Yves Barsacq) : Peter Howard
- Gregory Smith (VF : Donald Reignoux) : Thomas Martin
- Mika Boorem : Margaret Martin
- Skye McCole Bartusiak : Susan Martin
- Trevor Morgan : Nathan Martin
- Bryan Chafin : Samuel Martin
- Logan Lerman : William Martin
- Mary Jo Deschanel : Mme Howard
- Jamieson Price (en) (VF : Antoine Tomé) : le capitaine Bordon
- Peter Woodward (en) : le général de brigade de l'armée Charles O'Hara
- Grahame Wood (en) (VF : Arnaud Bedouët) : le lieutenant Halbert
- Shan Omar Huey (VF : Jean-François Kopf) : Joshua
- Hank Stone (VF : François Siener) : Rollins
- Kirk Fox (VF : Jérôme Keen) : Skunk
- Jack Moore : Curly
- Mark Twogood (VF : David Krüger) : Danvers
- Terry Layman : le général George Washington
- Bill Roberson (VF : Michel Tugot-Doris) : M. Simms, le loyaliste
- Charles Black : Matthew
- Andrew Stahl (en) : le général Nathanel Greene
- Kristian Truelsen : Hardwick
- Mark Jeffrey Miller (VF : Sylvain Lemarié) : le soldat continental blessé
- Patrick Tatopoulos : l'officier naval français
- John Bennes (VF : Bernard Tixier) : l'orateur

## Accueil

### Critique
Le film reçoit des critiques mitigées. Sur le site agrégateur de critiques Rotten Tomatoes, il obtient un score de 61 % de critiques positives, basé sur 134 critiques et avec une note moyenne de 6,13⁄10, avec pour commentaire qu'il « peut être amusant à regarder, mais il repose trop sur la formule et le mélodrame ». The Patriot est l’un des deux seuls films d'Emmerich à se voir attribuer une bonne note par ce site web (l’autre est pour Independence Day). Le site note également que « Bien que son héros soit conscient de sa mort, Emmerich aime le servir avec générosité ». Sur le site Metacritic, le film obtient une note de 63⁄100, basée sur les notes de 35 critiques, le commentaire du site indiquant « critiques généralement favorables ».[réf. souhaitée]
À sa sortie, le film est accusé de prendre des libertés avec la vérité historique de l'époque : d'une part, un biais anti-britannique est manifeste et, d'autre part, un biais pro-américain est adopté, notamment car le film représente un esclavage des noirs très édulcoré au point d'en être implicitement nié. Le cinéaste afro-américain Spike Lee va jusqu'à affirmer qu'il s'agit d'une « pure et flagrante propagande d'Hollywood ».

### Box-office
| Pays ou région    | Box-office        | Date d'arrêt du box-office | Nombre de semaines |
| ----------------- | ----------------- | -------------------------- | ------------------ |
| États-Unis Canada | 113 330 342 $     | -                          | -                  |
| France            | 1 157 651 entrées | -                          | -                  |
| Total mondial     | 215 294 342 $     | -                          | -                  |